# Nazym Kyzaibay
Nazym Qyzaibai (født 1993) er en kasakhisk bokser .
Hun repræsenterede Kasakhstan ved sommer-OL 2024 i Paris, hvor hun vandt bronze i fluevægtsdivisionen.